# الدندان
الدندان (به عربی: الدندان) یک منطقهٔ مسکونی در تونس است که در استان منوبه واقع شده‌است. الدندان ۲۶٬۷۶۳ نفر جمعیت دارد.